# دانشگاه نیو انگلند (استرالیا)
دانشگاه نیو انگلند (استرالیا) (به انگلیسی: University of New England UNE)، (یوان‌ای UNE) یک دانشگاه دولتی در استرالیا، با حدود بیش از ۲۱۰۰۰ دانش آموزان آموزش عالی و بالاتر است. پردیس اصلی آن در شهرستان آرمیدال در شمال مرکزی نیو ساوت ولز واقع شده‌است.
دانشگاه نیو انگلند اولین دانشگاه استرالیا است که در خارج از شهر پایتخت کشور تأسیس شد.
این دانشگاه همه ساله بیش از ۵ میلیون دلار بورس‌های تحصیلی، جوایز، و مخارج تحصیلی به دانش آموزان ارائه می‌دهد و بیش از ۱۸ میلیون دلار برای کارکنان و دانش آموزان درگیر در پژوهش اختصاص داده‌است.

## تاریخچه
دانشگاه نیو انگلند در اصل در سال ۱۹۳۸ به عنوان کالج دانشگاه نیو انگلند، یک کالج از دانشگاه سیدنی تأسیس شد. این به طور کامل در سال ۱۹۵۴ مستقل شد.